# Chichée
Chichée är en kommun i departementet Yonne i regionen Bourgogne-Franche-Comté i norra Frankrike. Kommunen ligger i kantonen Chablis som tillhör arrondissementet Auxerre. År 2022 hade Chichée 299 invånare.

## Befolkningsutveckling
Antalet invånare i kommunen Chichée
| Referens: INSEE |